# Samaridae
Samaridae é uma família de peixes actinopterígeos pertencentes à ordem Pleuronectiformes.
Os samarídeos são peixes exclusivamente de água salgada que habitam os Oceanos Índico e Pacífico. Ocorrem em áreas de água tropical a sub-tropical, principalmente a profundidade moderada. O achatamento destes peixes faz-se pelo lado esquerdo. As barbatanas peitorais estão presentes e são relativamente compridas. 
O grupo contém 20 espécies classificadas em 3 géneros:
- Samariscus
- Samaris
- Plagiopsetta